# Ланг, Михаэль
Михаэ́ль Ри́ко Ланг (нем. Michael Rico Lang; род. 8 февраля 1991, Эгнах, Тургау) — швейцарский футболист, защитник. Выступал за сборную Швейцарии.

## Карьера

### Клубная карьера
Свою карьеру Михаэль Ланг начал в академии клуба «Санкт-Галлен». С 2006 года Ланг начал привлекаться к основному составу. За 5 сезонов, проведённых в составе «Санкт-Галлена» Михаэль провёл 67 матчей и забил 4 мяча. В 2011 году Ланг перешёл в состав «Грассхоппера», с которым в 2013 году выиграл Кубок Швейцарии. 1 июля 2015 года после окончания контракта с «Грассхоппером» Ланг на правах свободного агента перешёл в «Базель». Уже во втором туре, стартовавшего чемпионата Ланг стал автором победного гола в ворота «Грассхопера». Спустя несколько дней Михаэль забил гол в ворота польского Леха в рамках третьего квалификационного раунда Лиги Чемпионов.
29 июня 2018 года Михаэль Ланг перешел в «Боруссию Мёнхенгладбах», подписав с клубом контракт на 4 года. В сезоне 2019/20 Ланг на правах аренды перешел в «Вердер».

### Сборная
Михаэль Ланг играл в юношеских сборных Швейцарии всех возрастов. На юношеском уровне главным достижением в карьере Ланга является участие в юношеском чемпионате Европы 2008 года (U-17), а также в юношеском чемпионате 2009 года (U-19). 14 августа 2013 года Ланг дебютировал в составе национальной сборной Швейцарии в товарищеском матче против сборной Бразилии. Михаэль вышел на замену на 62-й минуте, а матч закончился со счётом 1:0 в пользу швейцарцев. В июне 2014 года Ланг был включён в заявку сборной для участия в чемпионате мира в Бразилии, но на турнире Михаэль сыграл всего лишь 13 минут, выйдя на замену вместо Гранита Джаки в поединке против сборной Гондураса уже при счёте 3:0 в пользу швейцарцев. После окончания мундиаля Ланг выпал из основной обоймы национальной сборной, лишь изредка появляясь в составе во время товарищеских матчей.

## Достижения
«Грассхоппер»
- Обладатель Кубка Швейцарии (1): 2012/13

«Базель»
- Чемпион Швейцарии (2): 2015/16, 2016/17
- Обладатель Кубка Швейцарии (1): 2016/17

## Статистика выступлений
По состоянию на 19 мая 2018
| Клуб             | Сезон            | Лига | Лига | Кубки | Кубки | Еврокубки | Еврокубки | Итого | Итого |
| Клуб             | Сезон            | Игры | Голы | Игры  | Голы  | Игры      | Голы      | Игры  | Голы  |
| ---------------- | ---------------- | ---- | ---- | ----- | ----- | --------- | --------- | ----- | ----- |
| Санкт-Галлен     | 2006/07          | 1    | 0    | 0     | 0     | 0         | 0         | 1     | 0     |
| Санкт-Галлен     | 2007/08          | 3    | 0    | 0     | 0     | 0         | 0         | 3     | 0     |
| Санкт-Галлен     | 2008/09          | 9    | 1    | 1     | 0     | 0         | 0         | 10    | 1     |
| Санкт-Галлен     | 2009/10          | 22   | 1    | 4     | 1     | 0         | 0         | 26    | 1     |
| Санкт-Галлен     | 2010/11          | 31   | 2    | 3     | 0     | 0         | 0         | 34    | 2     |
| Санкт-Галлен     | Итого            | 66   | 4    | 8     | 1     | 0         | 0         | 74    | 5     |
| Грассхоппер      | 2011/12          | 26   | 1    | 4     | 0     | 0         | 0         | 30    | 1     |
| Грассхоппер      | 2012/13          | 33   | 3    | 5     | 0     | 0         | 0         | 38    | 3     |
| Грассхоппер      | 2013/14          | 34   | 3    | 4     | 1     | 4         | 0         | 42    | 4     |
| Грассхоппер      | 2014/15          | 35   | 5    | 3     | 0     | 4         | 1         | 42    | 6     |
| Грассхоппер      | Итого            | 128  | 12   | 16    | 1     | 8         | 1         | 152   | 14    |
| Базель           | 2015/16          | 22   | 5    | 1     | 0     | 14        | 2         | 37    | 7     |
| Базель           | 2016/17          | 31   | 6    | 5     | 3     | 5         | 0         | 41    | 9     |
| Базель           | 2017/18          | 34   | 5    | 2     | 2     | 8         | 3         | 44    | 10    |
| Базель           | Итого            | 87   | 16   | 8     | 5     | 27        | 5         | 132   | 26    |
| Всего за карьеру | Всего за карьеру | 281  | 32   | 32    | 7     | 35        | 6         | 348   | 45    |

## Список матчей за сборную
| Матчи Михаэля Ланга за сборную Швейцарии | Матчи Михаэля Ланга за сборную Швейцарии | Матчи Михаэля Ланга за сборную Швейцарии | Матчи Михаэля Ланга за сборную Швейцарии | Матчи Михаэля Ланга за сборную Швейцарии | Матчи Михаэля Ланга за сборную Швейцарии | Матчи Михаэля Ланга за сборную Швейцарии | Матчи Михаэля Ланга за сборную Швейцарии |
| ---------------------------------------- | ---------------------------------------- | ---------------------------------------- | ---------------------------------------- | ---------------------------------------- | ---------------------------------------- | ---------------------------------------- | ---------------------------------------- |
| №                                        | Дата                                     | Место проведения                         | Оппонент                                 | Счёт                                     | Голы                                     | Минуты                                   | Соревнование                             |
| 1                                        | 14 августа 2013                          | Базель                                   | Бразилия                                 | 1:0                                      | —                                        | 29’                                      | Товарищеский матч                        |
| 2                                        | 11 октября 2013                          | Тирана                                   | Албания                                  | 2:1                                      | 1                                        | 90’                                      | Отборочный матч ЧМ-2014                  |
| 3                                        | 15 октября 2013                          | Берн                                     | Словения                                 | 1:0                                      | —                                        | 90’                                      | Отборочный матч ЧМ-2014                  |
| 4                                        | 15 ноября 2013                           | Сеул                                     | Южная Корея                              | 1:2                                      | —                                        | 65’                                      | Товарищеский матч                        |
| 5                                        | 5 марта 2014                             | Санкт-Галлен                             | Хорватия                                 | 2:2                                      | —                                        | 29’                                      | Товарищеский матч                        |
| 6                                        | 3 июня 2014                              | Люцерн                                   | Перу                                     | 2:0                                      | —                                        | 1’                                       | Товарищеский матч                        |
| 7                                        | 25 июня 2014                             | Манаус                                   | Гондурас                                 | 3:0                                      | —                                        | 13’                                      | ЧМ-2014                                  |
| 8                                        | 18 ноября 2014                           | Вроцлав                                  | Польша                                   | 2:2                                      | —                                        | 90’                                      | Товарищеский матч                        |
| 9                                        | 10 июня 2015                             | Тун                                      | Лихтенштейн                              | 2:2                                      | —                                        | 16’                                      | Товарищеский матч                        |
| 10                                       | 9 октября 2015                           | Санкт-Галлен                             | Сан-Марино                               | 7:0                                      | 1                                        | 90’                                      | Отборочный матч ЧЕ-2016                  |
| 11                                       | 12 октября 2015                          | Таллин                                   | Эстония                                  | 1:0                                      | —                                        | 90’                                      | Отборочный матч ЧЕ-2016                  |
| 12                                       | 13 ноября 2015                           | Трнава                                   | Словакия                                 | 2:3                                      | —                                        | 32’                                      | Товарищеский матч                        |
| 13                                       | 17 ноября 2015                           | Вена                                     | Австрия                                  | 2:1                                      | —                                        | 72’                                      | Товарищеский матч                        |
| 14                                       | 25 марта 2016                            | Дублин                                   | Ирландия                                 | 0:1                                      | —                                        | 82’                                      | Товарищеский матч                        |
| 15                                       | 29 марта 2016                            | Цюрих                                    | Босния и Герцеговина                     | 0:2                                      | —                                        | 25’                                      | Товарищеский матч                        |
| 16                                       | 28 мая 2016                              | Женева                                   | Бельгия                                  | 1:2                                      | —                                        | 63’                                      | Товарищеский матч                        |
| 17                                       | 3 июня 2016                              | Лугано                                   | Молдавия                                 | 2:1                                      | —                                        | 26’                                      | Товарищеский матч                        |
| 18                                       | 15 июня 2016                             | Париж                                    | Румыния                                  | 1:1                                      | —                                        | 7’                                       | ЧЕ-2016                                  |
| 19                                       | 19 июня 2016                             | Вильнёв-д’Аск                            | Франция                                  | 0:0                                      | —                                        | 4’                                       | ЧЕ-2016                                  |
| 20                                       | 10 октября 2016                          | Андорра-ла-Велья                         | Андорра                                  | 2:1                                      | —                                        | 90’                                      | Отборочный матч ЧМ-2018                  |
| 21                                       | 3 сентября 2017                          | Рига                                     | Латвия                                   | 3:0                                      | —                                        | 10’                                      | Отборочный матч ЧМ-2018                  |

Итог: 21 матч / 2 гола; 12 побед, 4 ничьи, 5 поражений.